# Waldemar Marberg
Waldemar Marberg, folkobokförd Göte Valdemar Marberg, född 29 november 1924 i Mölndals församling i Göteborgs och Bohus län, död 9 augusti 1993 i Brämaregårdens församling i Göteborg, var en svensk målare.

## Biografi
Marberg växte upp på örlogsvarvet i Göteborg, där fadern var snickare. Då han gick i fjärde klass flyttade familjen till Brämaregården på Hisingen, i den miljö nära varven och hamnen, som senare kom att bli Marbergs främsta konstnärliga motiv. Han började tidigt att rita och under en ettårig sjukhusvistelse, förorsakad av ledgångsreumatism, uppmärksammades Marbergs talang och sjukhusets bibliotekarie köpte akvarellfärger och ritblock till honom.
Han började arbeta på Lindholmens varv som plåtslagerihantlangare när han var fjorton år och fortsatte teckna, vilket gav honom smeknamnet konstnären bland arbetskamraterna. Han fick ett särskilt passerkort av arbetsledningen, så att han kunde vistas på varvsområdet under helgerna för att teckna och måla. Marbergs reumatism gjorde dock att han efter två år fick en sjukpension på villkor att han gick i guldsmedslära för att få ett nytt yrke som han kunde försörja sig på. Under de fyra åren studerade han teckning på kvällstid för Harald Skogsberg och Nils Wedel på Slöjdföreningen och kom därefter in som frielev på Valands konstskola. Men då studierna där inte kunde kombineras med guldsmedsyrket, så förlorade han pensionen. Familjens dåliga ekonomi tvingade Marberg att söka arbete som skyltmålare och han kombinerade det med krokimålning kvällstid på Valand. Han hade därefter flera olika anställningar, även som medhjälpare åt konstnären och skulptören Wilhelm Henning, men hans huvudintresse förblev det egna måleriet och den första utställningen ägde rum 1946 på Kafé Mimer på Storgatan. Han får en positiv, om än något överlägsen, recension i Göteborgs-Posten. 
Marberg lyckas 1946 komma över en liten lokal på Hisingsgatan, som används som ateljé och året därpå gifte han sig. Konstförsäljningen gick dåligt, men han fick utrymme på en utställning på Galleri Aveny i Göteborg och på ett galleri i Stockholm och 1951 återigen på en samutställning på Galleri Aveny. Sin första separatutställningen hade Marberg på Lorensbergs Konstsalong hösten 1951, där han visade ett 50-tal oljemålningar och ett 40-tal vaxkritor, med stadsmotiven från Göteborg som de mest framträdande. Utställningen gav ett ekonomiskt överskott, så att Marberg kunde resa till Spanien för att äta upp sig och måla. Han vistas där i ett år, för att sedan tvingas återvända och fortsätta försörja sig och sin familj med diversearbeten i hamnen, på varven och i olika verkstäder. Som medhjälpare till Wilhelm Henning lärde sig Marberg skulptur och han gjorde porträtt av arbetskamrater på varvet i sådana kritblock, som utgjorde råmaterialet till de kritor med vilka man märkte upp fartygsplåt. 
År 1956 ställde Marberg åter ut på Lorensbergs konstsalong med recensioner som rubriceras Göteborgsmåleri även om många motiv var från Spanien. På samma salong ställer han sedan ut 1960 och 1966. På 1960-talet arbetade Marberg som byggnadssnickare och avancerade även till lagbas, men en allvarlig arbetsplatsolycka 1970, ledde till förtidspension. Men olyckan medförde även att han därefter kunde ägna sig åt måleriet på heltid.
Varvskrisen ledde till att Hamngruppen, där ett antal konstnärer, däribland Marberg, bildades 1975. De sammanställde en debattutställning, som tog upp frågan om varvens framtid. Den fick namnet Rädda varven och öppnades på Göteborgs Konsthall i april 1978. På Konsthallens sommarutställning med titeln Göteborg - kärlek och hat, hade Marberg året innan ställt ut målningar med minnesbilder från ett försvunnet Göteborg. 
Mycket som terapi målade Marberg på 1970-talet ett stort antal färgrika tavlor i naivistisk stil, där han med stor detaljrikedom återgav miljöer från och omkring hamnen och arbetet där. Chefen på Göteborgs stadsmuseum uppmärksammade det dokumentariska värdet i Marbergs verk och ansåg att de borde införlivas med museets samlingar. Men medel saknades och till sist förmådde man Marberg att donera tavlor till museet, fast först sedan han tilldelats Göteborgs stads kulturstipendium.
En stor retrospektiv utställning med varvs- och hamnmotiv på Göteborgs sjöfartsmuseum, resulterade även i en bok om Marbergs konstnärskap av Jan Olsson, som gavs ut av Tre Böckers förlag 1991.
Från 1947 var han gift med Kajsa Margareta Marberg (1924–2009).

## Utställningskataloger
- Waldemar Marberg : 4 - 18 november 1951. Katalog 212. Göteborg: Lorensbergs konstsalong. 1951. Libris 10157417
- Waldemar Marberg : 15 - 29 januari 1956. katalog 324. Göteborg: Lorensbergs konstsalong. 1956. Libris 10165145
- Waldemar Marberg : 19 okt. - 1 nov. 1960. katalog 445. Göteborg: Lorensbergs konstsalong. 1960. Libris 10168428
- Rädda varven : bilder om arbetet i hamnen och på varven. 1978. Libris 2001404